# Harry Gämperle
Harry Gämperle (ur. 11 maja 1968 w St. Gallen) – były szwajcarski piłkarz, w trakcie kariery piłkarskiej grający na pozycji obrońcy.

## Kariera piłkarska

### Klub
Gämperle przez całą piłkarską karierę występował w klubach szwajcarskich. Reprezentował barwy FC Sankt Gallen, Grasshopper Zurych oraz Neuchâtel Xamax.

### Reprezentacja
W latach 1989−1995 Gämperle rozegrał 4 mecze w reprezentacji Szwajcarii, wszystkie występy zaliczył w spotkaniach towarzyskich. W kadrze zadebiutował 13 grudnia 1989 roku w meczu przeciwko reprezentacji Hiszpanii.

## Trener
Po zakończeniu kariery piłkarskiej w 2000 roku rozpoczął pracę trenerską. Przez niemal całą dotychczasową karierę szkoleniową pracował w roli asystenta, pomagając m.in. Lucienowi Favre w FC Zürich i Hertcie Berlin. Jedynie w 2012 roku przez niespełna miesiąc samodzielnie poprowadził FC Zürich.